# Victorien Sardou

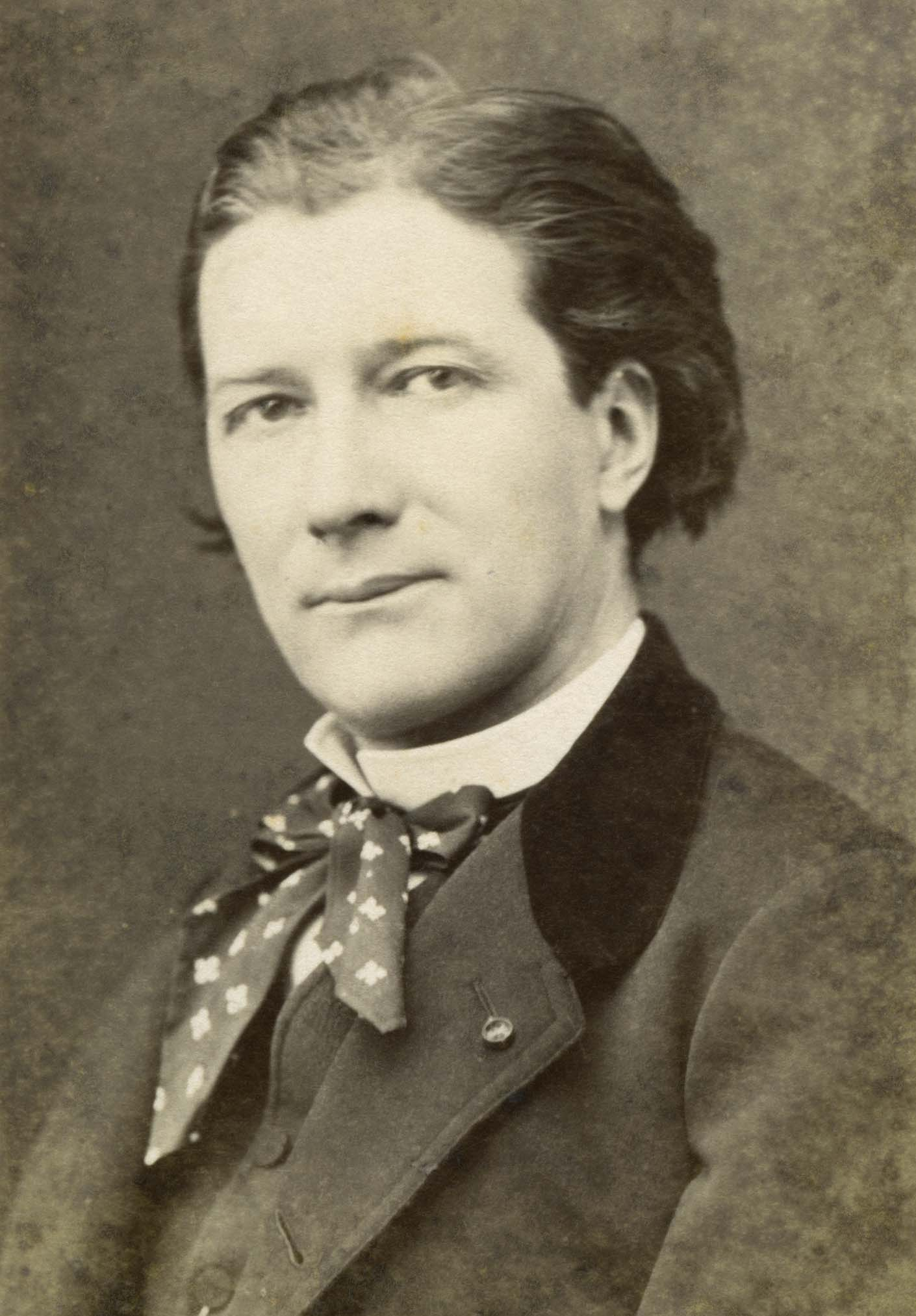
Victorien Sardou (ca. 1880)

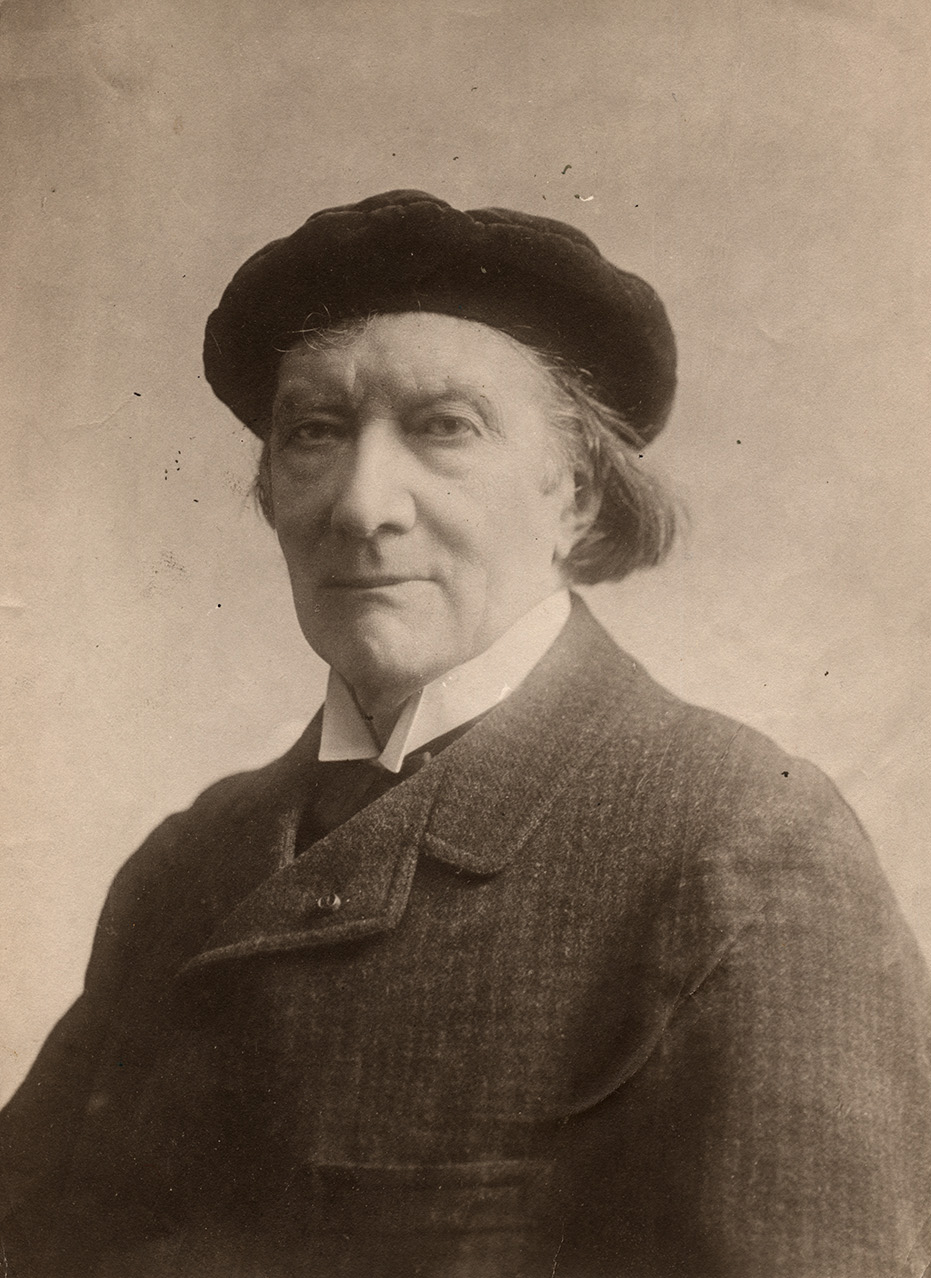
Victorien Sardou

Victorien Sardou (* 5. September 1831 in Paris; † 8. November 1908 ebenda) war ein französischer Dramatiker.

## Leben
Für verschiedene Pariser Theater schrieb Sardou zahlreiche historische Dramen, Komödien sowie Libretti für Opern und Operetten. Er arbeitete unter anderem für Camille Saint-Saëns und Jacques Offenbach. Des Öfteren wurde gegen ihn der Vorwurf des Plagiats erhoben.
1877 wurde er in die Académie française berufen.
Aus heutiger Sicht von größter Bedeutung ist sein Drama La Tosca aus dem Jahr 1887, das insbesondere durch die Interpretation der Titelrolle durch Sarah Bernhardt bekannt wurde. Der italienische Komponist Giacomo Puccini trug sich bereits 1889 mit dem Gedanken, Sardous Drama zu einer Oper umzuarbeiten. Doch erst 1898 trafen Puccini und Sardou in Paris zusammen. Gemeinsam mit den Librettisten Giuseppe Giacosa und Luigi Illica schuf Puccini die Oper Tosca, die am 14. Januar 1900 in Rom uraufgeführt wurde.

## Werke (Auswahl)
- Les Femmes fortes, comédie en trois actes, en prose, Paris 1861
  - deutsch bearbeitet als: Der Frauen wahre Stärke von Emil Neumann, Lustspiel in 3 Akten, Berlin 1861
- Der letzte Liebesbrief, Lustspiel in 3 Akten, Deutsch bearbeitet von F. Lichterfeld, Berlin 1861
- Piccolino, Lustspiel in 3 Akten, Wien 1862
- Nos intimes, deutsch bearbeitet für das Hofburgtheater als: Die guten Freunde, Lustspiel in 4 Akten, Wien 1862
  - andere Bearbeitung unter dem Titel: Die falschen guten Freunde, Lustspiel in 4 Akten, deutsch von F. Lichterfeld, Berlin 1862
- Les pommes du voisin, deutsch bearbeitet als: Die Aepfel in Nachbar’s Garten, Posse mit Gesang, Wien 1864 (Musik von Max Felsthal)
- Les vieux garcons, deutsch bearbeitet als: Hagestolze, Sittengemälde in 5 Akten; Wien 1865
  - auch als: Die alten Junggesellen, Pariser Sittengemälde in 5 Aufzügen, Deutsch von Gottlieb Ritter, Reclam UB 936, Leipzig [1877]
- Flattersucht, Lustspiel in drei Akten; Deutsch von Dr. Aug. Förster, Wien 1865
- Nos bons villageois, bearbeitet als: Unsere braven Landleute, Sittenbild in vier Aufzügen; Deutsch von A. Winter, Berlin 1866
  - auch als: Biedermänner auf dem Lande, Sittenbild 4 in Akten, „frei nach ... V. Sardou von O. F. Eirich“, Wien 1866
- Seraphine, Comédie en 5 Actes, Paris 1869; 
  - deutsch als: Die Frömmler, Schauspiel in 5 Akten, Wien 1869
- Fernande, Pariser Sittenbild in vier Akten; Deutsch von Eduard Mautner, Wien 1872
- Le roi Carotte, vertont von Jacques Offenbach: Le roi Carotte, Paris, 1872
- Rabagas, Lustspiel in 5 Akten, Deutsch von E. Hornike, Wien 1875
- Fedora, 1882, vertont von Umberto Giordano: Fedora, Mailand, 1898 (Vorlage für Die Dame aus Moskau, 1928)
- Divorçons!, 1883; deutsch als Cyprienne Lustspiel in 3 Aufzügen, Reclam UB 2331, Leipzig 1909
- La Tosca, 1887, vertont von Giacomo Puccini: Tosca, Rom, 1900
- Madame Sans-Gêne, 1893, vertont von  Umberto Giordano: Madame Sans-Gêne, New York, 1915
- Pamela, 1898
- L'Espionne, 1905

## Verfilmungen (Auswahl)
- 1925: Küß’ mich noch einmal nach dem Bühnenstück Divorçons!
- 1926: Fedora
- 1941: Ehekomödie (That uncertain Feeling) – nach dem Bühnenstück Divorçons!
- 1942: Fürstin Fedora (Fedora)
- 1942: Tosca
- 1956: Tosca

Filmversionen von  Madame Sans-Gêne siehe im entsprechenden Artikel.